# Котюрево
 Котюрево — деревня в Ивановском районе Ивановской области. Входит в состав Тимошихского сельского поселения.

## География
Находится в центральной части Ивановской области на расстоянии приблизительно 24 км на восток по прямой от вокзала станции Иваново.

## История
Деревня уже была на карте 1808 года. В 1859 году здесь (тогда деревня Шуйского уезда Владимирской губернии) было учтено 32 двора.

## Население
Постоянное население составляло 176 человек (1859 год), 22 в 2002 году (русские 91 %), 30 в 2010.